# Drăgănești, Prahova
Drăgănești este satul de reședință al comunei cu același nume din județul Prahova, Muntenia, România.
Așezarea este atestată documentar în 1526.
În 1861, devine reședința comunei omonime ce se afla în plasa Câmpu, ce avea 232 degospodăriiși 261 de familiiși cu cătunele Bairactari și Meri.